# Ђердапска лала
Ђердапска лала је ендемична врста Ђердапа и са српске и румунске стране. Ова врста је ишчезла са територије Ђердапа, самим тим и са територије Србије. Налази се међу ишчезлим врстама у Црвеној књизи флоре Србије. Према категоризацији IUCN спада у скоро угрожене врсте, јер на румунској страни постоји око 1000 јединки. Ову врсту је битно поменути јер постоје индиције за њену реинтродукцију на просторе НП Ђердап. Расте на стрмим кречњачким литицама. Претпоставља се да је разлог постепеног нестајања ове врсте изградња хидроцентрале, која је потопила постојећа станишта, и изоловала две постојеће популације. Иако ова врста није забележена у природи на српској страни у последњих десет година, увек постоји нада да су у земљи сачуване луковице и да ће под идеалним природним факторима, барем једна поново нићи.
Ова атрактивна ендемска врста живих цветова коју не треба посебно описивати живела је некад на целом подручју Доњег Подунавља (Ђердап и клисура Казан). Води се као изумрла из Србије, а планира се њена реинтродукција у НП Ђердап. Живи на неприступачним литицама клисура. Станишта су јој потопљена током градње хидроакумулационог језера Ђердап, али опстаје мала популација на левој, румунској страни Дунава, код места званог Циуцарул Маре. Открио ју је и описао угарски ботаничар Винце Борбаш 1882. године.
Ђердап није само јединствени геолошки, геоморфолошки и хидролошки феномен, већ и један од највећих, најзначајнијих и најсевернијих европских рефугијума аркто-терцијарне, пре свега шумске флоре и вегетације које су ту нашле сигурно уточиште за време ледених доба, од плиоцена до данас. На основу досадашњих истраживања живог света, може се са сигурношћу тврдити да се ради о једном од најзначајнијих центара флористичког, фаунистичког и вегетацијског диверзитета не само у Србији, већ и на читавом Балканском полуострву. Захваљујући континуираном постојању умерене, „ђердапске климе“, без великих климатских осцилација и екстрема, на подручју Ђердапа присутно је данас преко 50 различитих типова шумских и жбунастих заједница, од којих чак 35 имају реликтни карактер. Основна одлика ових шумских екосистема је њихово изузетно флористичко богатство и полидоминантност. На различитим типовима станишта овог подручја (стене, камењари, сипари, мочваре, ливаде и пашњаци), присутно је преко 1.100 врста, подврста или варијетета васкуларних биљака. Посебну ботаничку вредност овог подручја представљале су ђердапска лала (Tulipa hungarica) и банатски шафран (Crocus banaticus), за које се, на основу досадашњих истраживања, претпоставља да су ишчезле са подручја Парка, а самим тим и са подручја Србије, услед изградње хидроакумулационог језера.